# ヴィニョーレ・ボルベーラ
ヴィニョーレ・ボルベーラ（伊: Vignole Borbera）は、イタリア共和国ピエモンテ州アレッサンドリア県にある、人口約2,100人の基礎自治体（コムーネ）。

## 地理

### 位置・広がり
| 隣接するコムーネは以下の通り。 - アルクアータ・スクリーヴィア - ボルゲット・ディ・ボルベーラ - グロンドーナ - セッラヴァッレ・スクリーヴィア - スタッツァーノ |

### 地震分類
イタリアの地震リスク階級 (it) では、3 に分類される
。

## 行政

### 分離集落
ヴィニョーレ・ボルベーラには、以下の分離集落（フラツィオーネ）がある。
- Precipiano, Variano Inferiore, Variano Superiore